# Ilmarë (Mond)
Ilmarë ist ein Mond des transneptunischen Objektes Varda im Kuipergürtel, das bahndynamisch als „heißes“ Cubewano oder als erweitertes Scattered Disk Object (DO) eingestuft wird. Der Begleiter weist mit 326 km etwa die Hälfte des Durchmessers des Mutterasteroiden auf. Da beide Himmelskörper um den gemeinsamen Schwerpunkt kreisen, kann das System auch als Doppelasteroiden-System aufgefasst werden.

## Entdeckung und Benennung
Ilmarë wurde von einem Astronomenteam um Keith S. Noll (GSFC) auf Bildern des Hubble-Weltraumteleskops vom 26. April 2009 entdeckt. Die Entdeckung wurde 2011 bekanntgegeben; der Begleiter erhielt die vorläufige Bezeichnung S/2009 (174567) 1.
Am 16. Januar 2014 wurde der Mond von der Internationalen Astronomischen Union (IAU) dann offiziell nach Ilmarë benannt, „die Himmelsmaid“ oder „himmlische Schönheit“, einer Zofe der Sternenkönigin Varda Elentári aus J. R. R. Tolkiens Silmarillion; sie gilt als die mächtigste der weiblichen Maiar.
Nach ihrer Entdeckung ließ sich Varda auf Fotos bis ins Jahr 1980 zurückdatieren; daher ist die Umlaufbahn Vardas mittlerweile relativ genau bekannt. Im August 2020 lagen insgesamt 259 astrometrische Beobachtungen über einen Zeitraum von 38 Jahren vor. Die bisher letzte Beobachtung wurde im Juli 2018 am Purple Mountain-Observatorium durchgeführt. (Stand 6. August 2020)

## Bahneigenschaften
Ilmarë umläuft das gemeinsame Baryzentrum auf einer elliptischen Umlaufbahn in einem mittleren Abstand von 4809 km zum Planetoiden (13,4 Varda- bzw. 29,5 Ilmarë-Radien) und benötigt dafür 5 Tage 18 Stunden 0,8 Minuten, was 19891,5 Umläufen in einem Varda-Jahr (rund 313,18 Erdjahre) entspricht. Die Bahnexzentrizität beträgt 0,22, die Bahn ist 21,2° gegenüber der Bahnebene des Planetoiden geneigt.
In diesem Binärsystem dauert ein Monat dementsprechend 23,35 Varda-Tage.

## Größe
Der Durchmesser von Ilmarë wird derzeit auf 326 km geschätzt, ausgehend von einem geschätzten Rückstrahlvermögen von 9 %, analog zum Mutterplanetoiden. Ausgehend von diesem Durchmesser ergibt sich eine Gesamtoberfläche von etwa 334.000 km2. Die Entdeckung des Mondes scheint keinen nennenswerten Einfluss auf die Größenbestimmung des Mutterplanetoiden zu haben, welcher nach aktuellen Schätzungen eine Größe von 716,6 km besitzt. Damit dürfte Ilmarë 45,5 % des Durchmessers von Varda aufweisen. Die Systemmasse wurde auf 2.664 ± 0.064 · 1020 bestimmt. Die scheinbare Helligkeit von Ilmarë beträgt 22,0 m.
Masse, Dichte und Zusammensetzung sind bislang nur für das ganze System bekannt. Bei Ilmarë handelt es sich nach derzeitigem Wissensstand nach Vanth um den zweitgrößten Asteroidenmond im Sonnensystem. Der nächstgrößere ist Haumeas Hiʻiaka mit 320 km, welche allerdings als Zwergplanetenmond eingestuft ist. Die nächstgrößeren „reinen“ Asteroidenmonde sind Salacias Actaea mit 290 km sowie Xiangliu mit 270–300 km. Da Varda als ein „höchstwahrscheinlicher“ Zwergplaneten-Kandidaten eingestuft ist, ist davon auszugehen, dass Ilmarë in absehbarer Zukunft ebenfalls den Status eines Zwergplaneten-Mondes erhält. Das Größenverhältnis von Ilmarë und Varda kommt den Proportionen des Pluto-Charon-Systems sehr nahe.
| Jahr                                         | Abmessungen km   | Quelle         |
| -------------------------------------------- | ---------------- | -------------- |
| 2014                                         | 361,0 +42,0−38,0 | Vilenius u. a. |
| 2014                                         | <188,0           | Thirouin u. a. |
| 2015                                         | 326,0 +38,0−34,0 | Grundy u. a.   |
| Die präziseste Bestimmung ist fett markiert. |                  |                |

Die Oberflächen von Varda und Ilmarë erscheinen im sichtbaren Spektrum und nahem Infrarot rötlich. Das Spektrum zeigt keine Absorptionslinien von Wassereis, dafür aber von Methanoleis. Insgesamt scheint Ilmarë noch etwas rötlicher als der Mutterasteroid zu sein.